# Microarthridion perkinsi
Microarthridion perkinsi är en kräftdjursart som beskrevs av Nicolaus Gustavus Bodin 1970. Microarthridion perkinsi ingår i släktet Microarthridion och familjen Tachidiidae. Inga underarter finns listade i Catalogue of Life.